# Мономен (округ)
Моно́мен (англ. Mahnomen County) — округ в штате Миннесота, США. Административный центр и крупнейший город — Мономен. По переписи 2000 года в округе проживают 5190 человек. Площадь — 1510 км², из которых 1440,4 км² — суша, а 69,6 км² — вода. Плотность населения составляет 4 чел./км².

## История
Округ был основан в 1906 году из восточной части Норман Каунти, с Мономеном, бывшим городком железнодорожной станции, в качестве административного центра. Округ был назван в честь города, название которого является одним из вариантов написания оджибвийского слова, означающего «дикий рис».